# Anil Kumar Das

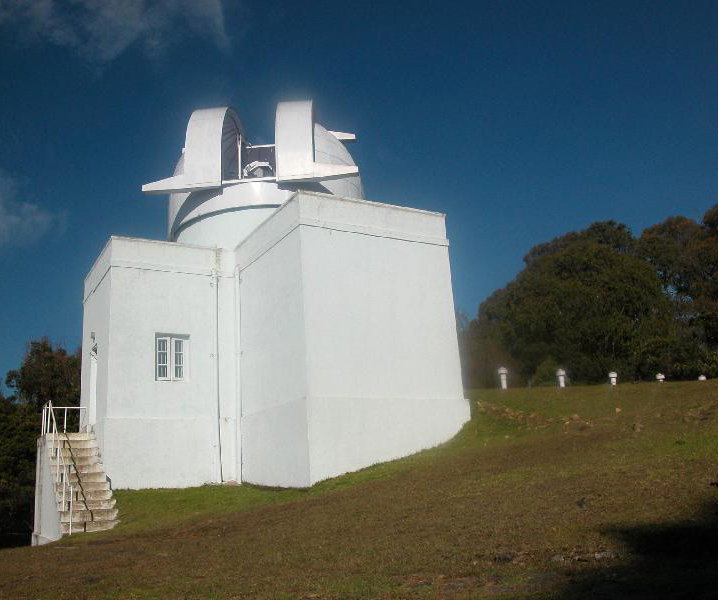
Telescopio de Túnel solar en Kodaikanal

Anil Kumar Das (1 de febrero de 1902 – 18 de febrero de 1961) fue un astrónomo indio.
Durante el Año Geofísico Internacional,  observatorios en Madrid, la India, y Manila fueron los responsables de registrar los efectos de la actividad solar. El observatorio Solar Kodaikanal situado en el sur de la India llevó a cabo este registro utilizando su telescopio de túnel solar recientemente construido, siendo el doctor Das el director del observatorio en aquellos años. En 1960 fue responsable de la instalación de un telescopio torre-túnel, un dispositivo utilizado por primera vez para investigaciones en heliosismología.

## Reconocimientos
- El cráter Das, situado en el lado oculto de la Luna, lleva este nombre en su honor.